# Ildica
Ildica is een geslacht van weekdieren uit de klasse van de Gastropoda (slakken).

## Soort
- Ildica nana Bergh, 1889